# 광안대교
광안대교(廣安大橋, 영어: Gwangan Bridge) 혹은 다이아몬드 브릿지(영어: Diamond Bridge)는 부산광역시에 위치한 교량이며 부산광역시도 제66호선의 일부이다.
이 다리는 수영구 남천동 49호 광장과 해운대구 우동 센텀시티를 연결하는 대한민국 최대의 해상 복층 교량이다. 남천동 49호 광장에서 센텀시티 방면으로 갈 때는 1층 교각 도로로, 반대편인 센텀시티에서 남천동 49호 광장 방면으로 갈 때는 2층 교각 도로를 이용하여 주행해야 한다. 도로명은 광안대로(廣安大路, 영어: Gwangan-daero)라 지칭한다.

## 연혁
도로 길이는 7,420m이고 전체 교각 길이는 18~25m(현수교 900m, 트러스교 720m, 접속교 5,800m), 폭은 0m ~ 0m이며 해수면에서 상판까지의 높이는 0m이다.
2층 복층 구조(상부 남천동 방향, 하부 해운대구 방향)에 왕복 8차로이며, 1994년 12월에 다리 공사가 시작되었고., 2002년 7월 11일에 공사를 마쳤다. 부산에서 개최된 2002년 아시안 게임 기간인 2002년 9월 29일부터 10월 14일까지 임시로 개통되었다가, 2003년 1월 6일에 정식 개통되면서 같은 해 6월에 유료화되었다.
부산해안순환도로망의 일환으로 건설된 광안대로는 항만물동량의 원활한 처리와 만성적인 도심교통량 해소를 위해 총공사비 7원(부산광역시 시비 5,097억원, 대한민국 국비 2,802억원), 공사기간은 8일으로 내진 1등급의 지진과 평균 초속 45m(부위별 67 ~ 72m/sec)의 태풍 및 높이 7m의 파도에 견딜 수 있도록 건설된 1등교(DB, DL-24, 총하중 43.2ton)이다.
2003년 3월 21일에 통행료 징수를 개시하였다. 2007년 3월 21일에 자동차 전용도로로 지정되었다.

## 특징
광안대교 광안대로의 개통으로 수영로와 해운대 지역의 만성적인 교통체증을 획기적으로 개선하게 되었고 항만 물동량을 신속하게 경부고속도로와 연결 하여 물류비용의 감소와 수출경쟁력 제고에 기여하고 있으며, 또한 최첨단 부산 정보업무 복합단지인 센텀시티의 기능을 극대화 하게 되며, 광안리, 해운대 관광특구와 연계하여 관광명소로 활용되어 해상 관광의 활력을 높이고 부산이 세계적인 무역도시이자 해양도시로 뻗어나가는데 일익을 담당하고 있다. 교량으로서의 기능 뿐만 아니라 상층부에서 바라보는 주변경관이 일품으로 바다, 오륙도, 광안대로를 둘러싼 황령산과 아기자기한 백사장, 해운대 동백섬과 달맞이 고개 등이 한눈에 들어온다. 조명 시스템이 구축되어 10만가지 이상의 색상으로 연출할 수 있는 경관 조명이 유명하다.
광안대교는 2층 교량으로 각 방향별 일방 통행 구조이며, 빠른 관리를 위해 두 층의 관할 경찰서, 구청이 다르다. 상층부는 해운대구에서 수영구 방향이므로 해운대구에서 진입이 편리하여 해운대구청, 해운대경찰서 관할이고 하층부는 그 반대 이유로 인해 수영구청과 부산남부경찰서 관할이다. 매년 광안대교 걷기행사도 개최되고 있다고 한다.
광안대로의 개통으로 수영로와 해운대 지역의 만성적인 교통체증을 획기적으로 개선하게 되었고 항만 물동량을 신속하게 경부고속도로와 연결 하여 물류비용의 감소와 수출 경쟁력 제고에 기여하고 있으며, 또한 최첨단 부산 정보업무 복합단지인 센텀시티의 기능을 극대화 하게 되며, 광안리, 해운대 관광특구와 연계하여 관광명소로 활용되어 해상 관광의 활력을 높이고 부산이 세계적인 무역도시이자 해양도시로 뻗어나가는데 일익을 담당하고 있다고 한다.

## 주의 사항
- 광안대교는 개통과 동시에 전 구간이 국토교통부 도로관리청에서 자동차 전용도로로 지정되어 있으므로 이로 인해 보행자[6], 자전거, 손수레, 우마차 등은 통행이 금지되어 있다. 이륜자동차(모터사이클 혹은 오토바이)의 경우는 긴급자동차로 지정된 이륜자동차(싸이카 및 소방용 모터사이클 등)에 한해 통행이 가능하나 그 밖의 이륜자동차와 초소형 전기자동차, 농기계 등은 통행이 금지되어 있다.
- 광안대교는 2028년 5월까지 요금을 징수하는 유료 교량이다. 혼잡시간대에는 20% 할인된 요금을 받는다. (단, 경차는 할인대상에서 제외된다)
- 벡스코 요금소에는 하이패스ㆍ일반 혼용차로로 운영된다.

### 통행료
2022년 3월 기준이다.
| 구분                          | 통행료 |
| ----------------------------- | ------ |
| 경차 (1,000cc 미만)           | 500    |
| 소형 (15인승 이하, 2.5t 미만) | 1,000  |
| 대형 (16인승 이상, 2.5t 이상) | 1,500  |

- 이 다리를 통행하는 시내버스, 공항리무진, 시내순환 관광버스, 공차택시는 통행료가 감면된다.
- 통행료는 현금 이외에도 하이패스, 하나로카드, 디지털부산 교통카드를 이용해 납부할 수 있다.
- 하이패스를 이용할 경우 혼잡 시간대(평일 출퇴근시간대 07:00 ~ 09:00, 18:00 ~ 20:00, 토ㆍ일ㆍ공휴일 14:00 ~ 19:00)에 50% 할인을 받을 수 있다.

## 사건 및 사고
- 2019년 2월 28일: 러시아 화물선 씨그랜드호가 광안대교에 충돌하여 구조물 일부가 파손되었다.[8]

## 대중문화

### 드라마
- 언터처블
- 그냥 사랑하는 사이
- 식샤를 합시다 3
- 더 킹 : 영원의 군주
- DP

### 영화
- 해운대
- 그날의 분위기
- 블랙 팬서

### 웹툰
- 캉타우

## 기타
- 2019년 CNN GO가 선정한 한국에서 가봐야 할 아름다운 곳 TOP 50 명단에서 4위에 랭크되어 있다.[9]
- 매년 부산불꽃축제도 광안리 해수욕장에서 한다. 부산불꽃축제는 2005년 APEC 정상회의 축하를 위해 일회성으로 광안대교 일대에서 불꽃축제를 했었다. 그런데 2006년부터 부산불꽃축제로 격상하여 매년 가을에 진행해왔다. 2023년 4월 6일에는 2030년 엑스포에 부산유치를 하려고 아주 화려한 불꽃축제를 했다.

## 사진

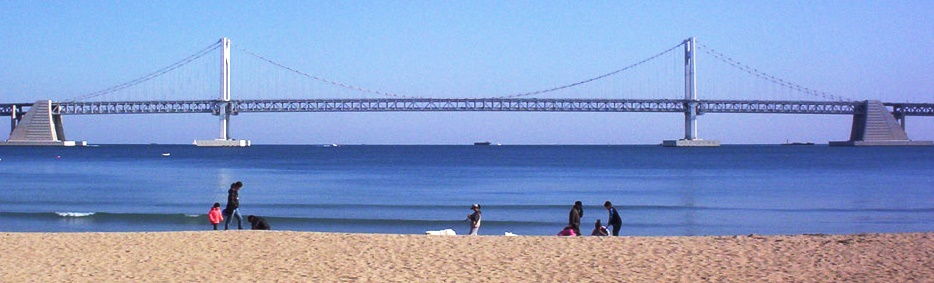
광안대교
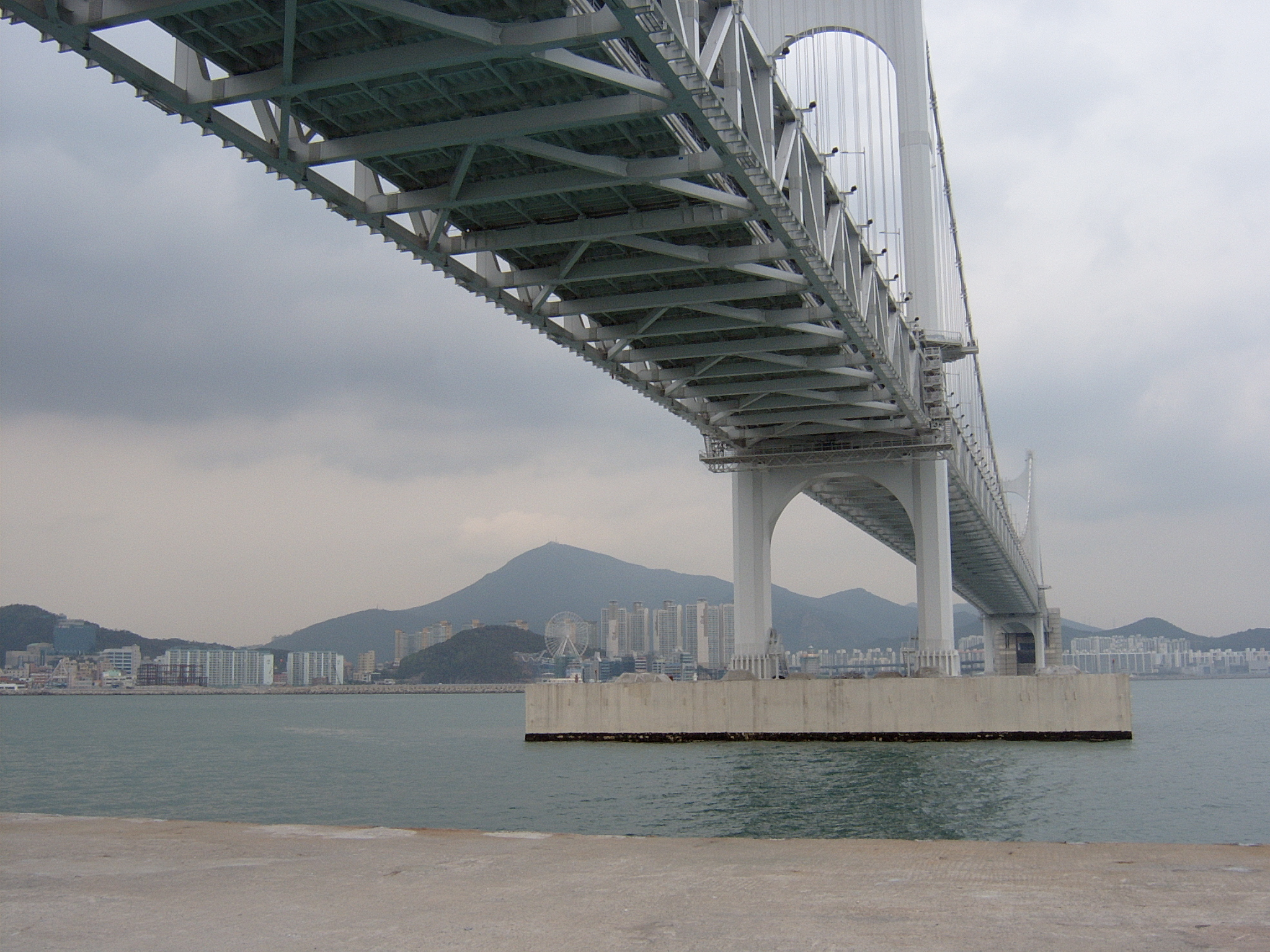
광안대교 바닥 트러스
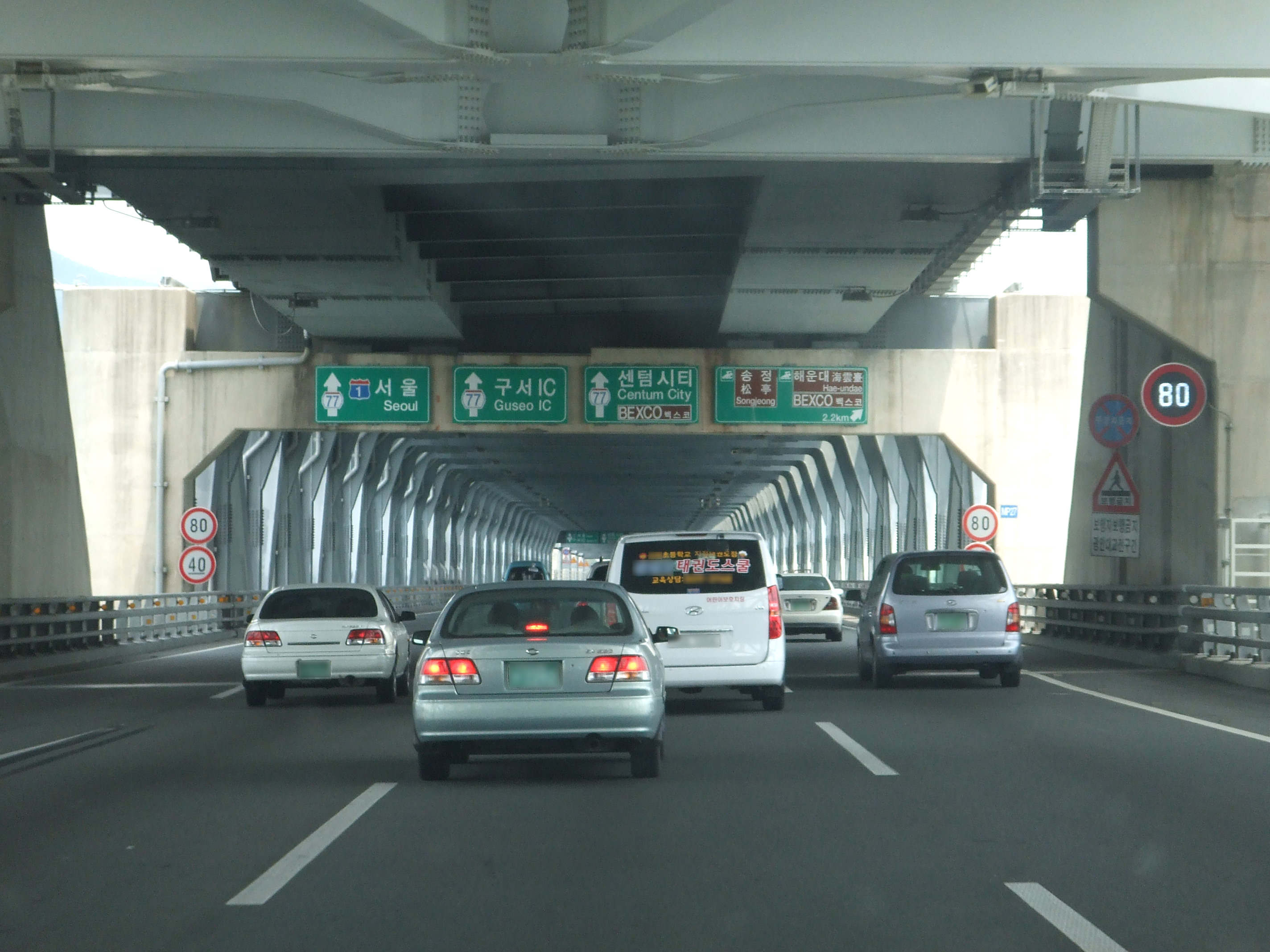
광안대교 하부 (해운대방향)
광안대교의 야경
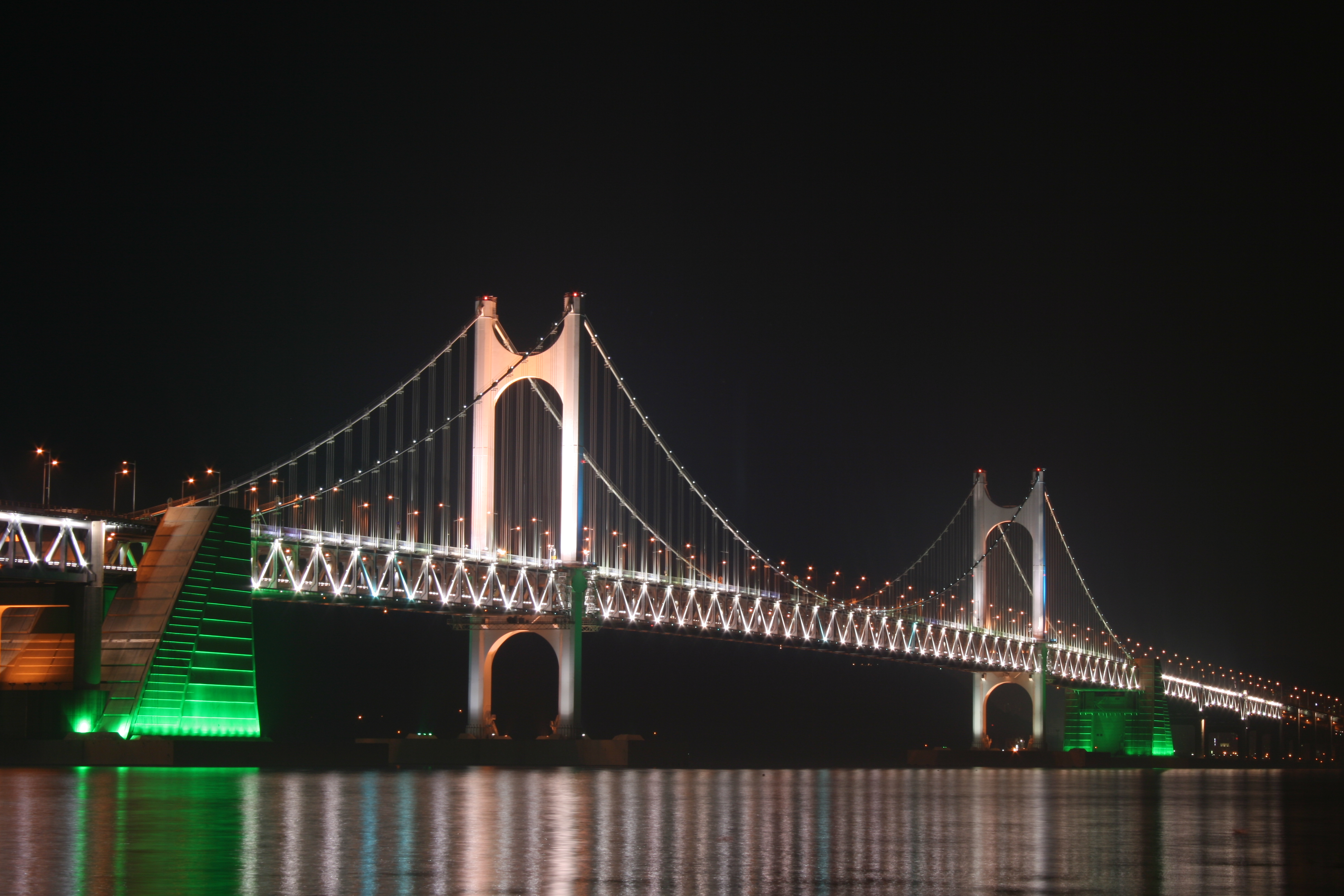
광안대교의 야경
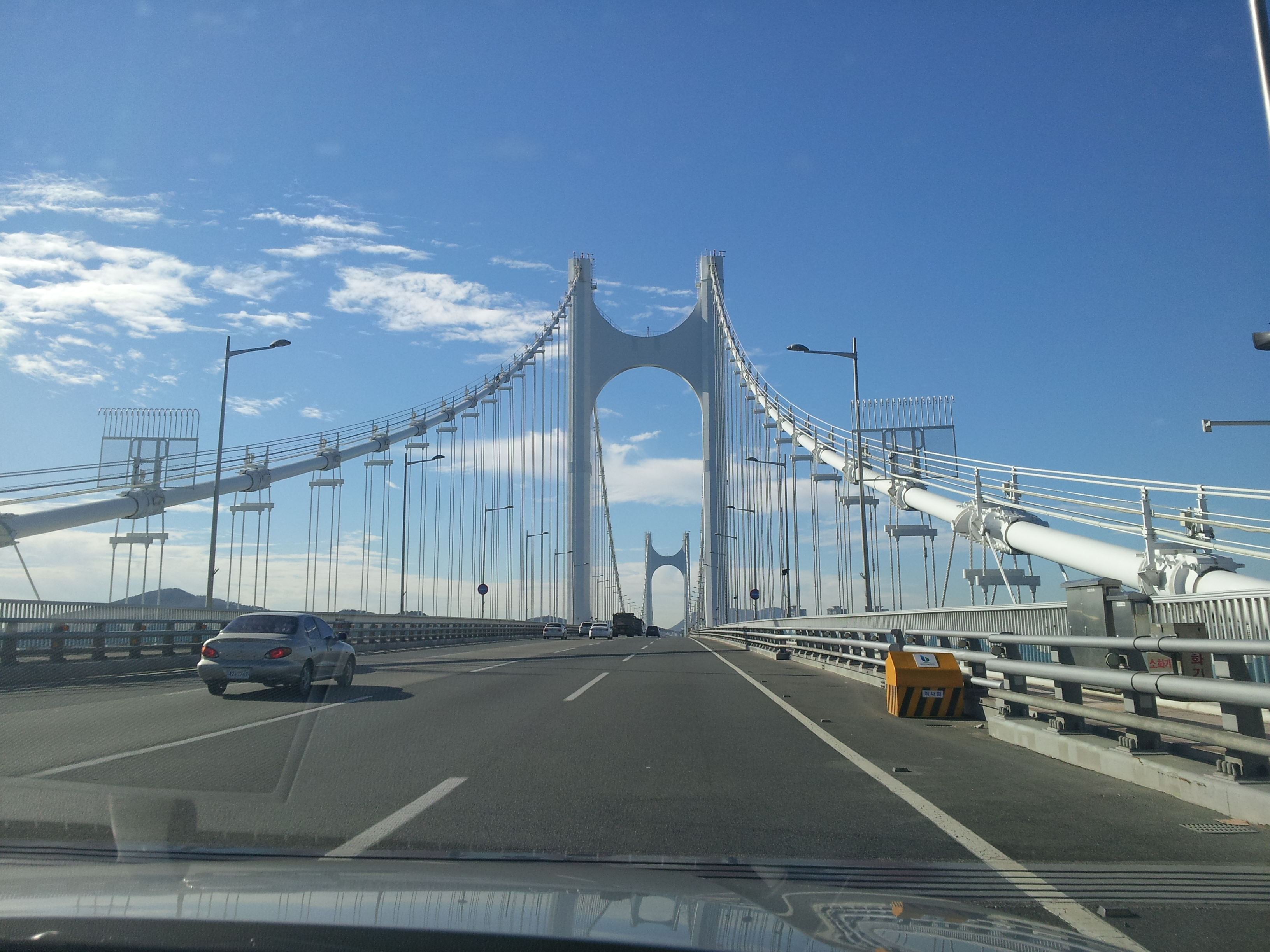
광안대교 도로 위에서 찍은 사진
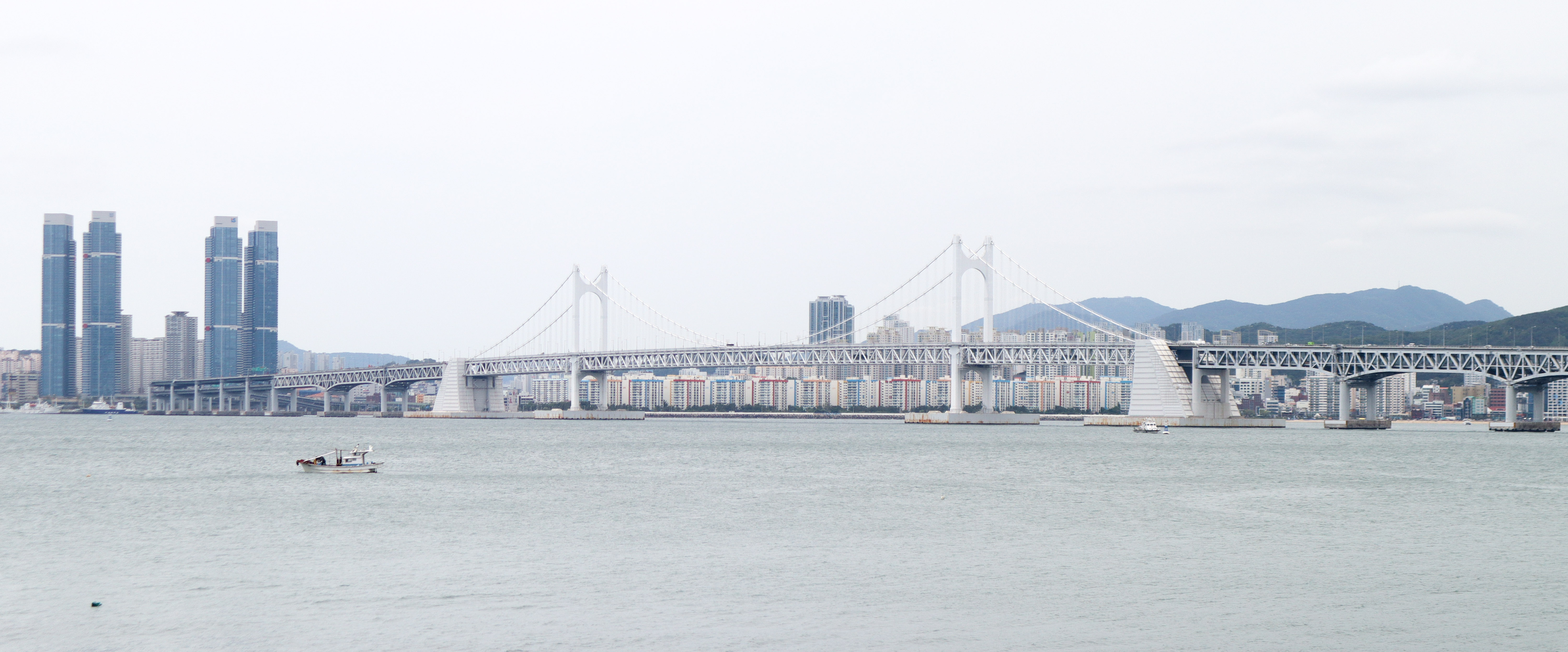
광안대교와 용호동 W
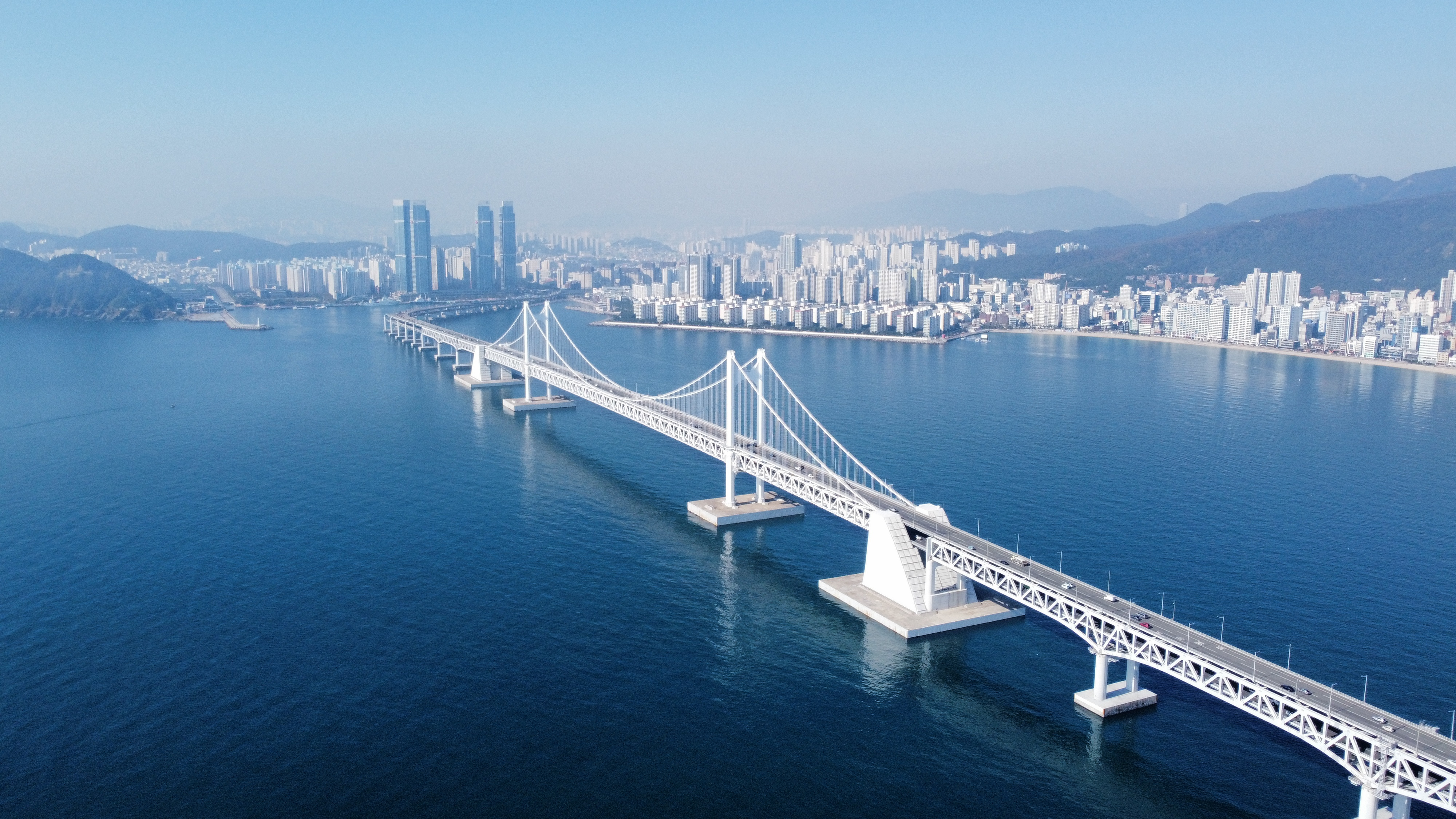
광안대교와 용호동 W
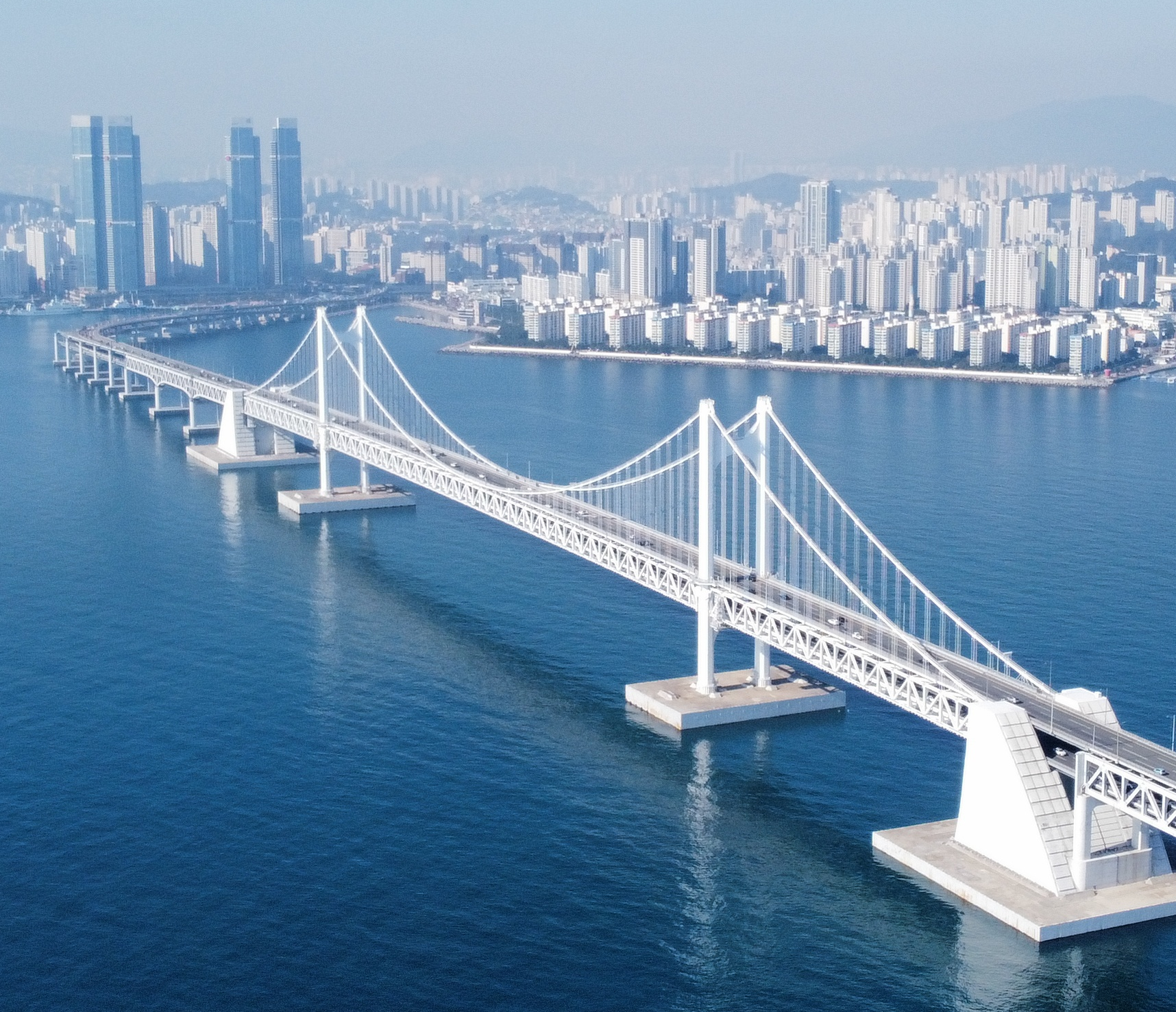
광안대교와 용호동 W
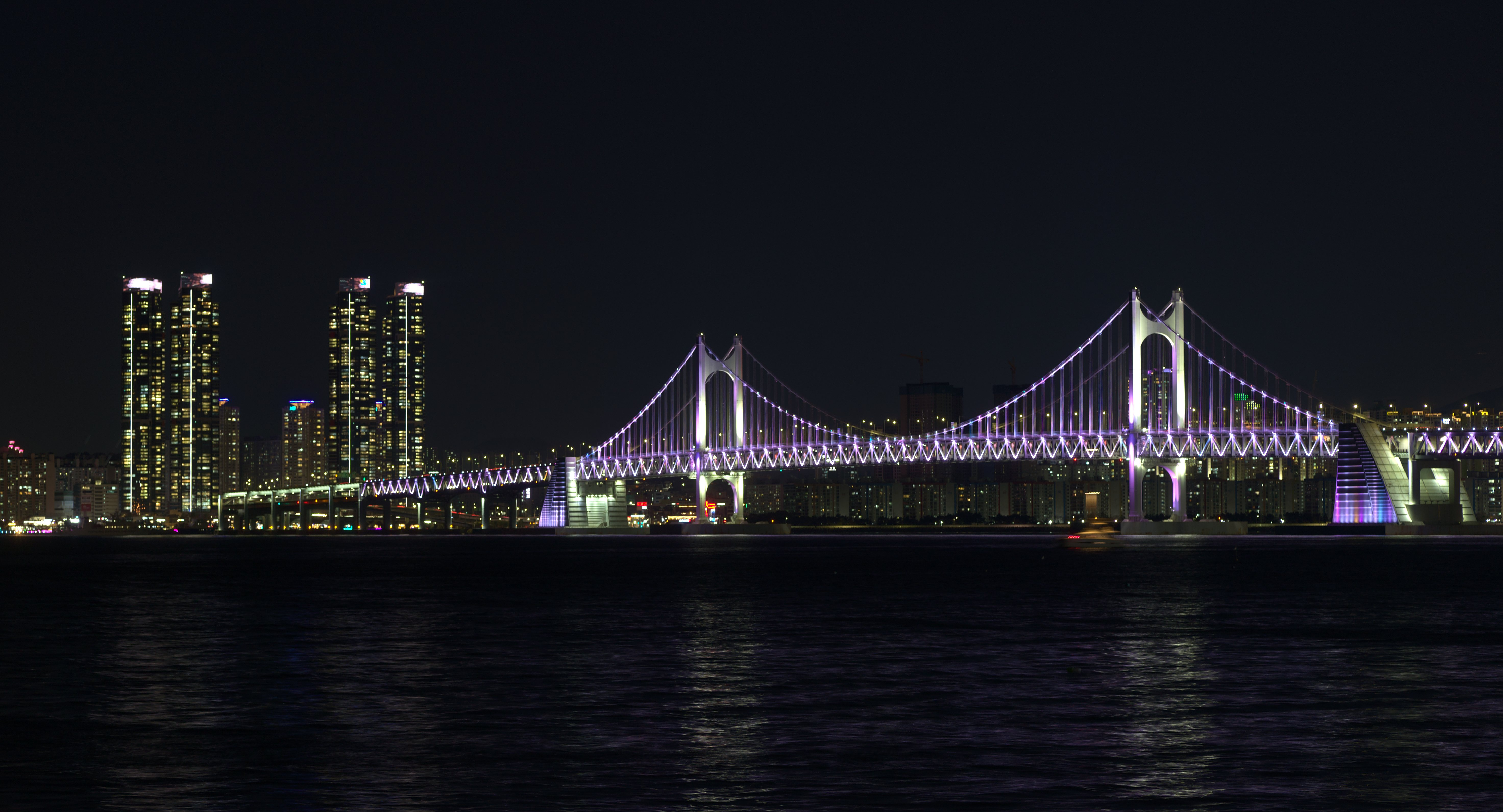
광안대교의 야경
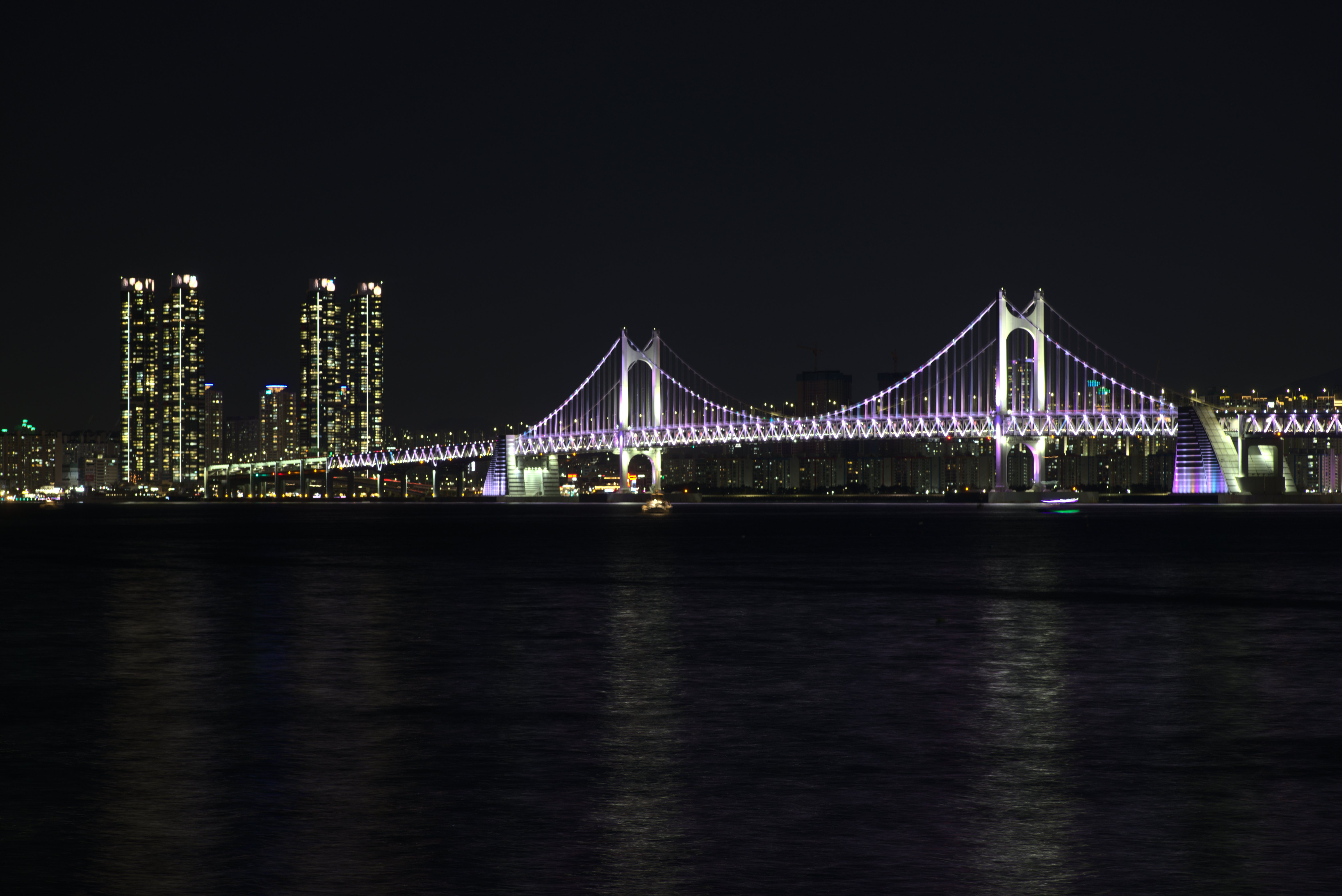
광안대교의 야경
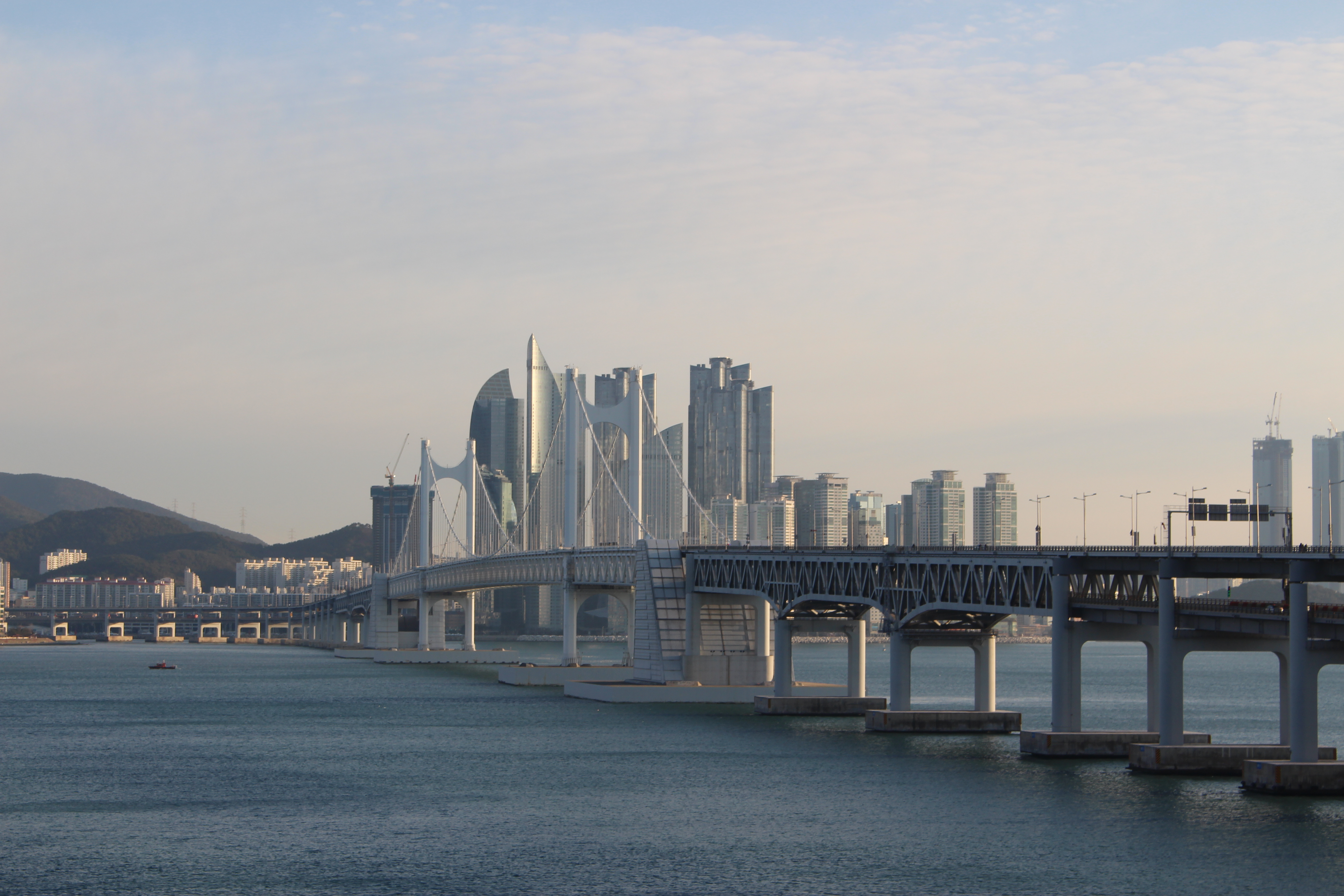
광안대교와 마린시티
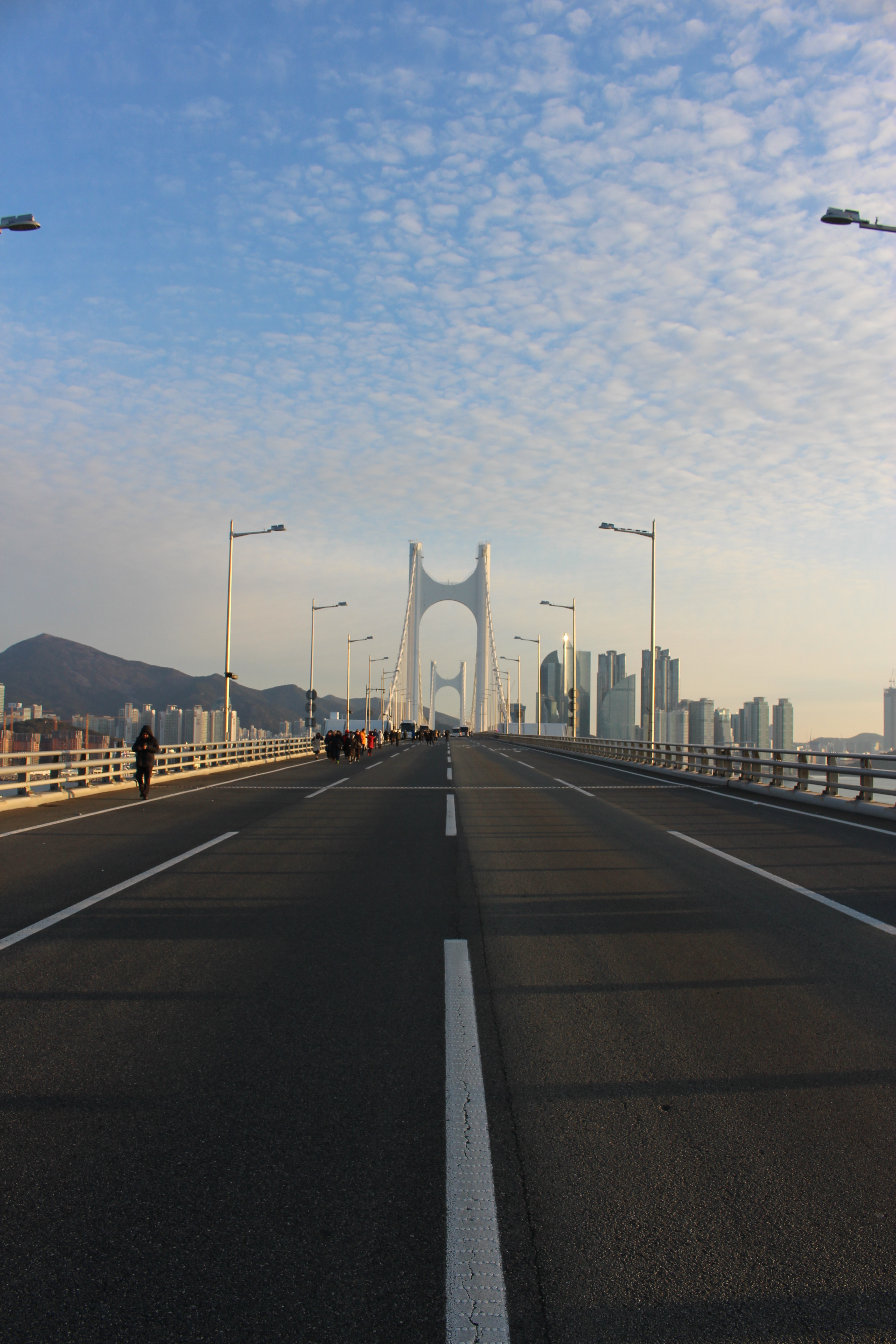
광안대교와 마린시티
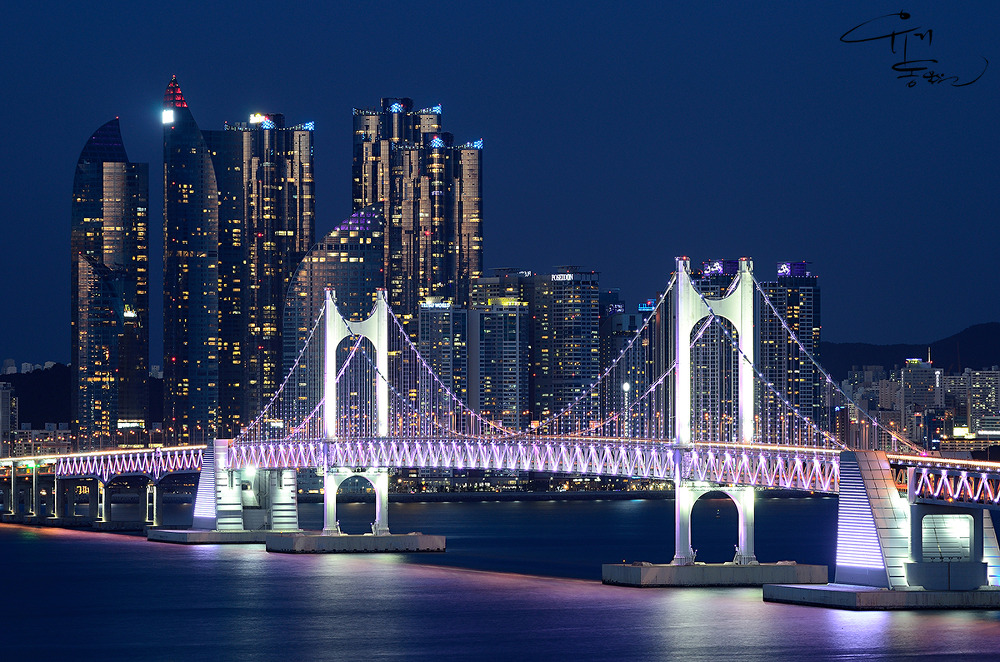
광안대교의 야경
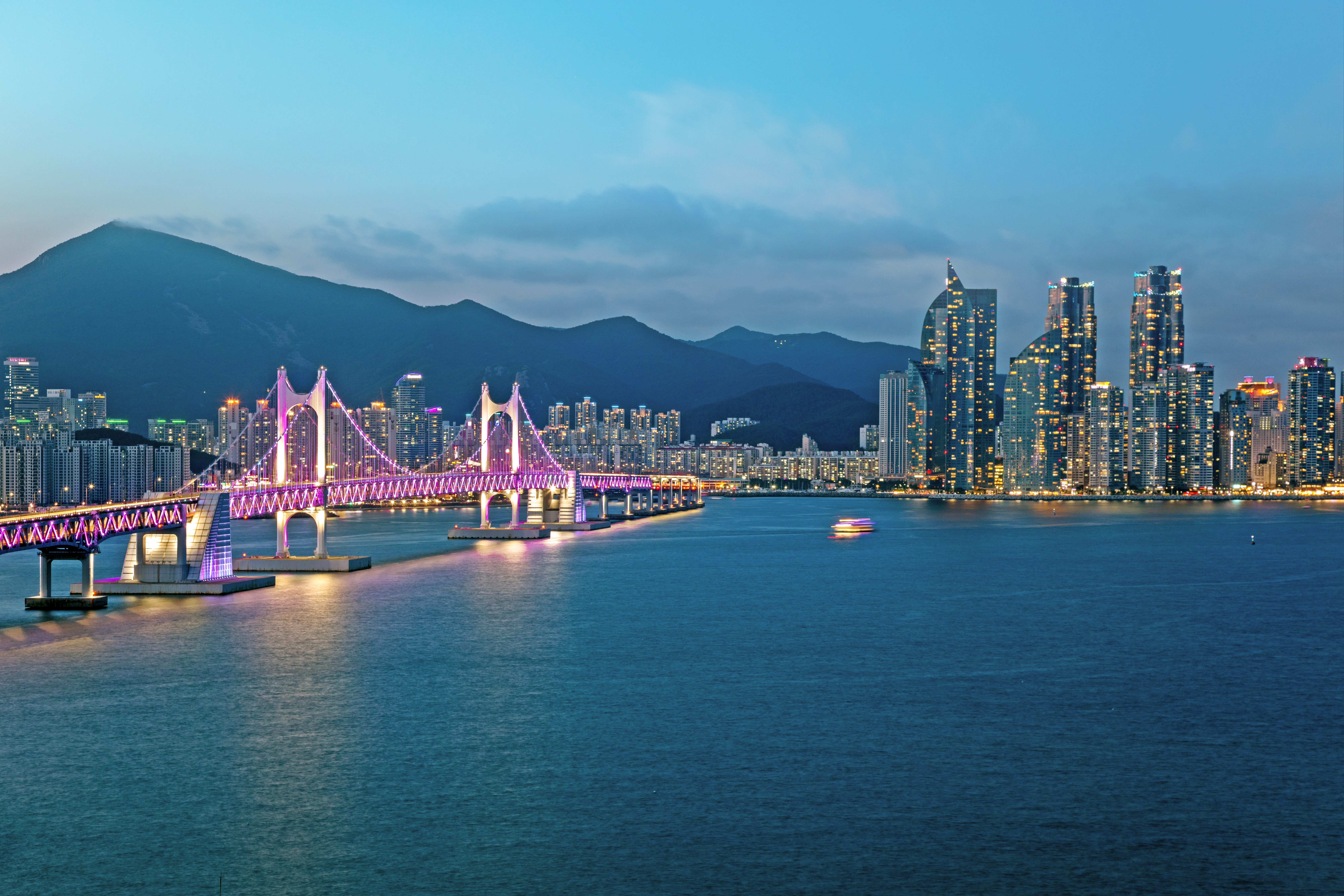
광안대교의 야경
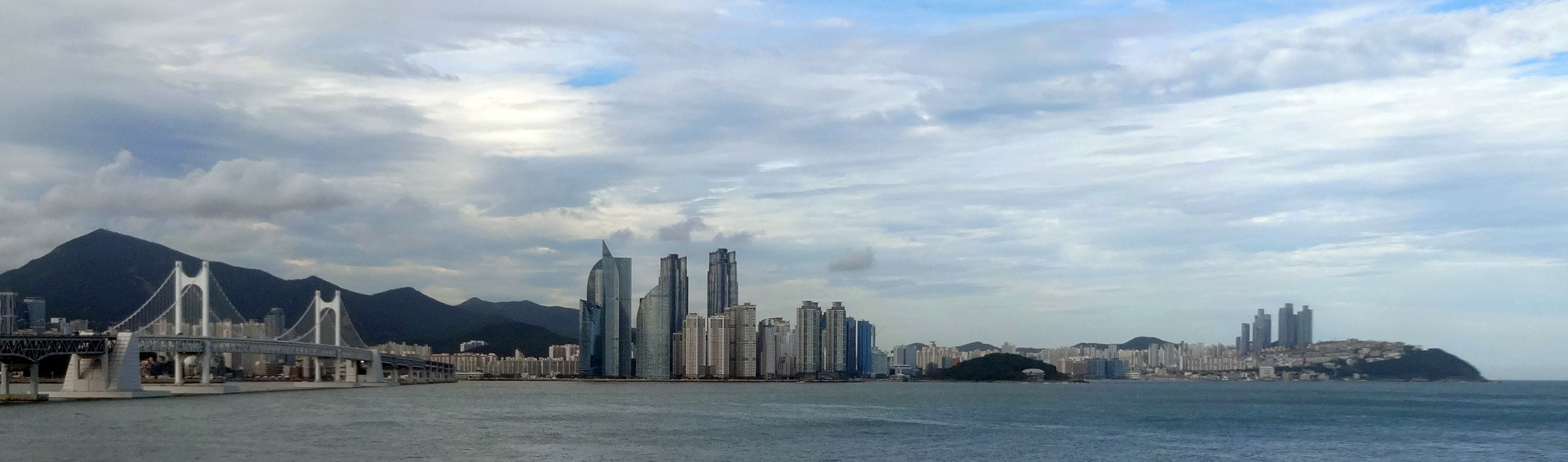
광안대교
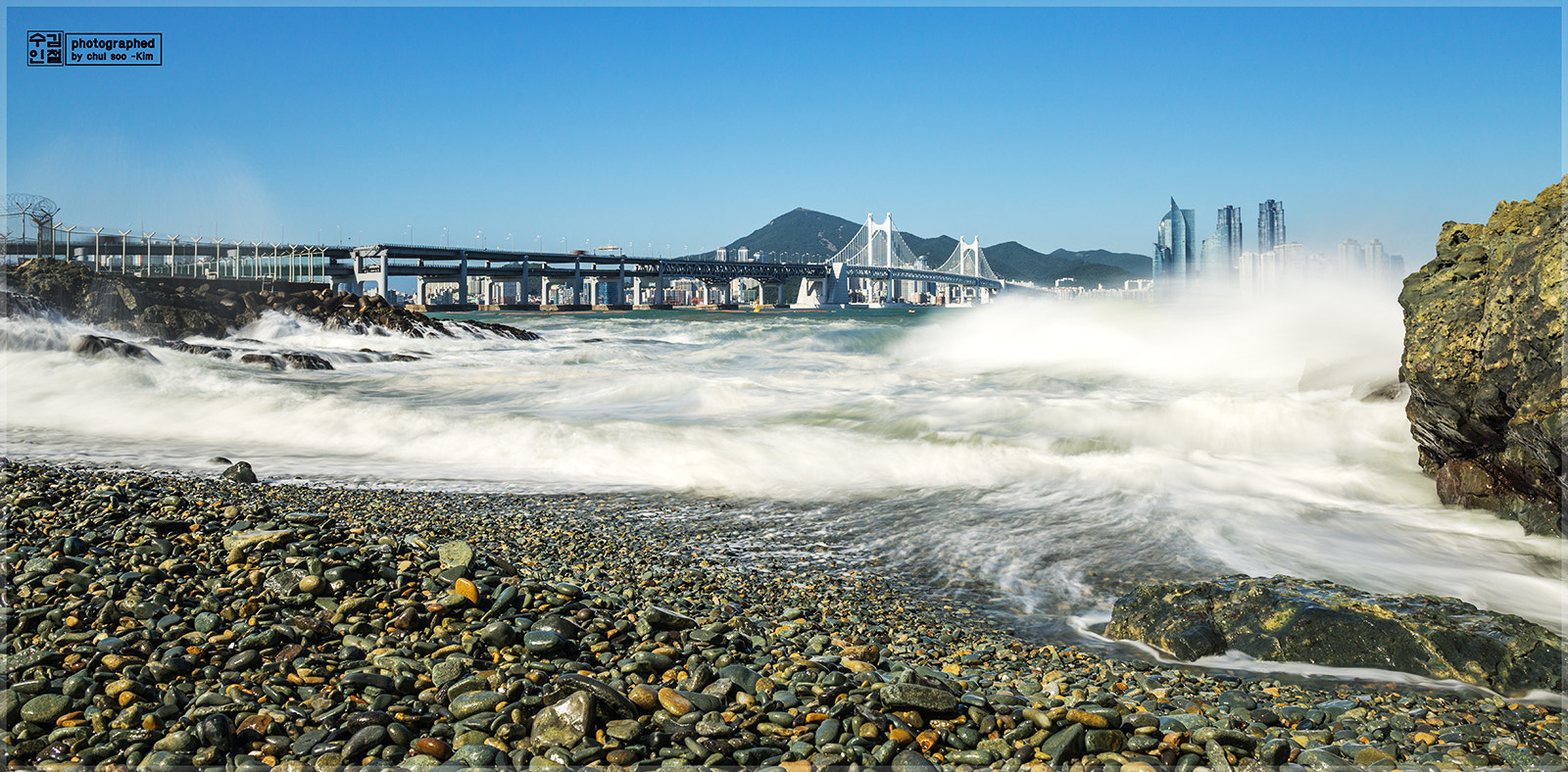
광안대교
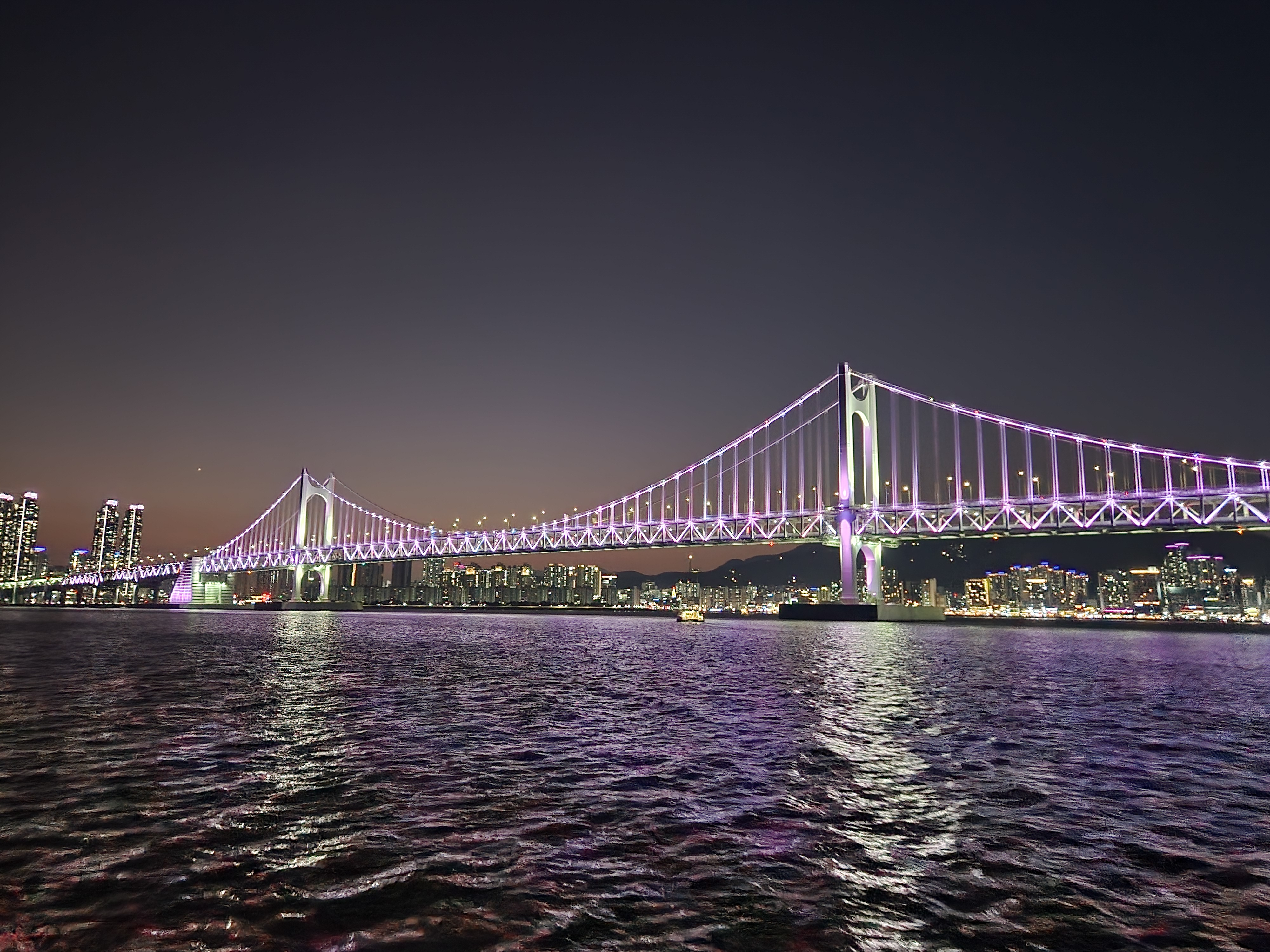
광안대교
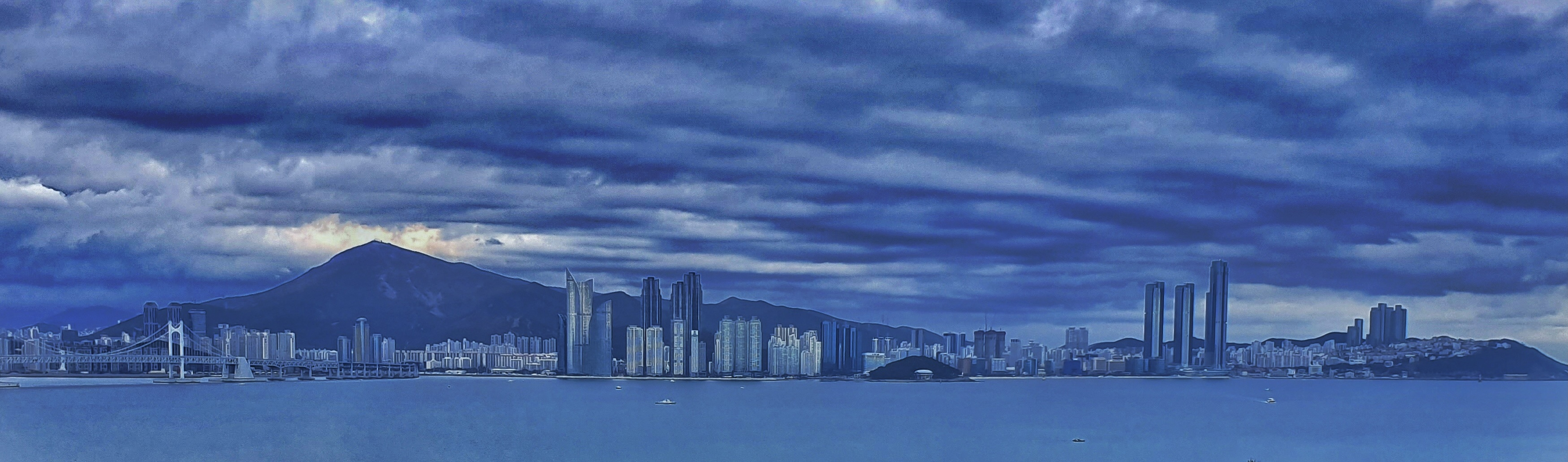
광안대교와 센텀시티와 마린시티

## 같이 보기
- 광안리해수욕장
- 부산광역시도 제66호선
- 인천대교
- 영종대교
- 황령산